# Critics' Choice Movie Award du meilleur film
Le Critics' Choice Movie Award du meilleur film (Broadcast Film Critics Association Award for Best Film) est une récompense décernées aux professionnels de l'industrie du cinéma américain par le jury de la Broadcast Film Critics Association (BFCA) depuis 1996.

## Palmarès

### Années 1990
- 1996 : Raison et Sentiments (Sense and Sensibility)
- 1997 : Fargo
- 1998 : L.A. Confidential
- 1999 : Il faut sauver le soldat Ryan (Saving Private Ryan)

### Années 2000
- 2000 : American Beauty 
  - Dans la peau de John Malkovich (Being John Malkovich)
  - L'Œuvre de Dieu, la part du Diable (The Cider House Rules)
  - La Ligne verte (The Green Mile)
  - Révélations (The Insider)
  - Magnolia
  - Man on the Moon
  - Sixième Sens (The Sixth Sense)
  - Le Talentueux Mr Ripley (The Talented Mr. Ripley)
  - Les Rois du désert (Three Kings)

- 2001 : Gladiator 
  - Presque célèbre (Almost Famous)
  - Billy Elliot
  - Seul au monde (Cast Away)
  - Tigre et Dragon (卧虎藏龙)
  - Erin Brockovich, seule contre tous (Erin Brockovich)
  - Quills, la plume et le sang (Quills)
  - Treize jours (Thirteen Days)
  - Traffic
  - Wonder Boys
  - Tu peux compter sur moi (You Can Count On Me)

- 2002 : Un homme d'exception (A Beautiful Mind) 
  - Ali
  - In the Bedroom
  - Le Seigneur des anneaux : La Communauté de l'anneau (The Lord of the Rings: The Fellowship of the Ring)
  - The Barber (The Man Who Wasn't There)
  - Memento
  - Moulin Rouge (Moulin Rouge!)
  - Mulholland Drive
  - Terre Neuve (The Shipping News)
  - Shrek

- 2003 : Chicago 
  - Monsieur Schmidt (About Schmidt)
  - Adaptation (Adaptation.)
  - Arrête-moi si tu peux (Catch Me If You Can)
  - Loin du paradis (Far From Heaven)
  - Gangs of New York
  - The Hours
  - Le Seigneur des anneaux : Les Deux Tours (The Lord of the Rings: The Two Towers)
  - Le Pianiste (The Pianist)
  - Les Sentiers de la perdition (Road to Perdition)

- 2004 : Le Seigneur des anneaux : Le Retour du roi (The Lord of the Rings: The Return of the King) 
  - Big Fish
  - Retour à Cold Mountain (Cold Mountain)
  - Le Monde de Nemo (Finding Nemo)
  - In America
  - Le Dernier Samouraï (The Last Samurai)
  - Lost in Translation
  - Master and Commander : De l'autre côté du monde (Master and Commander: The Far Side of the World)
  - Mystic River
  - Pur Sang, la légende de Seabiscuit (Seabiscuit)

- 2005 : Sideways 
  - Aviator (The Aviator)
  - Collateral (Collateral)
  - Eternal Sunshine of the Spotless Mind
  - Neverland (Finding Neverland)
  - Hotel Rwanda
  - Dr Kinsey (Kinsey)
  - Million Dollar Baby
  - Le Fantôme de l'Opéra (The Phantom of the Opera)
  - Ray

- 2006 : Le Secret de Brokeback Mountain (Brokeback Mountain) 
  - Truman Capote (Capote)
  - De l'ombre à la lumière (Cinderella Man)
  - The Constant Gardener
  - Collision (Crash)
  - Good Night and Good Luck
  - King Kong
  - Mémoires d'une geisha (Memoirs of a Geisha)
  - Munich
  - Walk the Line

- 2007 : Les Infiltrés
  - Babel
  - Blood Diamond
  - Chronique d'un scandale
  - Dreamgirls
  - Lettres d'Iwo Jima (Letters from Iwo Jima) (硫黄島からの手紙 - Iô-Jima kara no tegami)
  - Little Children
  - Little Miss Sunshine
  - The Queen
  - Vol 93

- 2008 : No Country for Old Men
  - American Gangster
  - Les Cerfs-volants de Kaboul (The Kite Runner)
  - Into the Wild
  - Juno
  - Michael Clayton
  - Reviens-moi (Atonement)
  - Le Scaphandre et le Papillon
  - Sweeney Todd : Le Diabolique Barbier de Fleet Street (Sweeney Todd: The Demon Barber of Fleet Street)
  - There Will Be Blood

- 2009 : Slumdog Millionaire 
  - L'Échange (Changeling)
  - L'Étrange Histoire de Benjamin Button (The Curious Case of Benjamin Button)
  - The Dark Knight : Le Chevalier noir (The Dark Knight)
  - Doute (Doubt)
  - Frost/Nixon
  - Harvey Milk (Milk)
  - The Reader
  - WALL-E
  - The Wrestler

### Années 2010
- 2010[1] : Démineurs (The Hurt Locker)
  - Avatar
  - An Education
  - Inglourious Basterds
  - Invictus
  - Nine
  - Precious
  - A Serious Man
  - Là-haut (Up)
  - In the Air (Up in the Air)

- 2011[2] : The Social Network
  - 127 Heures (127 Hours)
  - Black Swan
  - Le Discours d'un roi (The King's Speech)
  - The Fighter
  - Inception
  - The Town
  - Toy Story 3
  - True Grit
  - Winter's Bone

- 2012[3] : The Artist
  - The Descendants
  - Cheval de guerre (War Horse)
  - La Couleur des sentiments (The Help)
  - Drive
  - Extrêmement fort et incroyablement près (Extremely Loud and Incredibly Close)
  - Hugo Cabret (Hugo)
  - Minuit à Paris (Midnight in Paris)
  - Le Stratège (Moneyball)
  - The Tree of Life

- 2013[4] : Argo
  - Les Bêtes du Sud sauvage (Beasts of the Southern Wild)
  - Django Unchained
  - Happiness Therapy (Silver Linings Playbook)
  - Lincoln
  - Moonrise Kingdom
  - Les Misérables
  - L'Odyssée de Pi (Life Of Pi)
  - Zero Dark Thirty

- 2014[5] : Twelve Years a Slave
  - American Bluff (American Hustle)
  - Capitaine Phillips (Captain Phillips)
  - Dallas Buyers Club
  - Dans l'ombre de Mary (Saving Mr. Banks)
  - Gravity
  - Her
  - Inside Llewyn Davis
  - Le Loup de Wall Street (The Wolf of Wall Street)
  - Nebraska

- 2015[6] : Boyhood
  - Birdman
  - Gone Girl
  - The Grand Budapest Hotel
  - Imitation Game (The Imitation Game)
  - Night Call (Nightcrawler)
  - Selma
  - Une merveilleuse histoire du temps (The Theory of Everything)
  - Invincible (Unbroken)
  - Whiplash

- 2016 : Spotlight
  - The Big Short : Le Casse du siècle (The Big Short)
  - Brooklyn
  - Carol
  - Mad Max: Fury Road
  - Le Pont des espions (Bridge of Spies)
  - The Revenant
  - Room
  - Seul sur Mars (The Martian)
  - Sicario
  - Star Wars, épisode VII : Le Réveil de la Force (Star Wars: The Force Awakens)

- 2017 : La La Land
  - Fences
  - Tu ne tueras point (Hacksaw Ridge)
  - Lion
  - Loving
  - Manchester by the Sea
  - Moonlight
  - Premier Contact (Arrival)
  - Sully

- 2018 : La Forme de l'eau (The Shape of Water)
  - The Big Sick
  - Call Me by Your Name
  - Les Heures sombres (Darkest Hour)
  - Dunkerque (Dunkirk)
  - The Florida Project
  - Get Out
  - Lady Bird
  - Pentagon Papers (The Post)
  - Trois Billboards : Les Panneaux de la vengeance (Three Billboards Outside Ebbing, Missouri)

- 2019 : Roma
  - Black Panther
  - BlacKkKlansman : J'ai infiltré le Ku Klux Klan (BlacKkKlansman)
  - La Favorite (The Favourite)
  - First Man : Le Premier Homme sur la Lune (First Man)
  - Green Book
  - Si Beale Street pouvait parler (If Beale Street Could Talk)
  - Le Retour de Mary Poppins (Mary Poppins Returns)
  - A Star Is Born
  - Vice

### Années 2020
- 2020 : Il était une fois... à Hollywood (Once Upon a Time… in Hollywood)
  - 1917
  - Le Mans 66 (Ford v Ferrari)
  - The Irishman
  - Jojo Rabbit
  - Joker
  - Les Filles du docteur March (Little Women)
  - Marriage Story
  - Parasite
  - Uncut Gems

- 2021 : Nomadland
  - Da 5 Bloods : Frères de sang (Da 5 Bloods)
  - Le Blues de Ma Rainey (Ma Rainey's Black Bottom)
  - Mank
  - Minari
  - La Mission (News of the World)
  - One Night in Miami
  - Promising Young Woman
  - Sound of Metal
  - Les Sept de Chicago (The Trial of the Chicago 7)

- 2022 : The Power of the Dog
  - Belfast
  - Coda
  - Don't Look Up : Déni cosmique (Don't Look Up)
  - Dune
  - La Méthode Williams (King Richard)
  - Licorice Pizza
  - Nightmare Alley
  - Tick, Tick... Boom!
  - West Side Story

- 2023 : Everything Everywhere All at Once
  - Avatar : La Voie de l'eau (Avatar: The Way of Water)
  - Babylon
  - Les Banshees d'Inisherin (The Banshees of Inisherin)
  - Elvis
  - The Fabelmans
  - Glass Onion : Une histoire à couteaux tirés (Glass Onion: A Knives Out Mystery)
  - RRR
  - Tár
  - Top Gun: Maverick
  - Women Talking

- 2024 : Oppenheimer
  - Fiction à l'américaine (American Fiction)
  - Barbie
  - La Couleur pourpre (The Color Purple)
  - Winter Break (The Holdovers)
  - Killers of the Flower Moon
  - Maestro
  - Past Lives
  - Pauvres Créatures (Poor Things)
  - Saltburn

- 2025 : Anora
  - The Brutalist
  - Un parfait inconnu (A Complete Unknown)
  - Conclave
  - Dune, deuxième partie (Dune: Part Two)
  - Emilia Pérez
  - Nickel Boys
  - Sing Sing
  - The Substance
  - Wicked